# Яново (гміна Нарва)
Яново (пол. Janowo) — село в Польщі, у гміні Нарва Гайнівського повіту Підляського воєводства. Населення — 36 осіб (2011).

## Історія
Вперше згадується у 1576 році. У другій половині XIX століття у селі засновано церковну школу грамоти. У 1975—1998 роках село належало до Білостоцького воєводства.

## Демографія
Демографічна структура станом на 31 березня 2011 року:
|          | Загалом | Допрацездатний вік | Працездатний вік | Постпрацездатний вік |
| -------- | ------- | ------------------ | ---------------- | -------------------- |
| Чоловіки | 14      | 0                  | 3                | 11                   |
| Жінки    | 22      | 0                  | 2                | 20                   |
| Разом    | 36      | 0                  | 5                | 31                   |

У 1891 році у селі було 16 домів та 153 осіб, у 1936 році — 33 доми та 171 осіб, у 1959 році — 36 домів та 176 осіб.